# Villalcázar de Sirga
Villalcázar de Sirga ist eine Gemeinde am Jakobsweg in der autonomen Gemeinschaft Kastilien-León/Spanien. Sie liegt auf einer Höhe von 830 m und zählt 174 Einwohner (Stand: 2024).
Der Ortsname beinhaltet Villa – Dorf, Weiler; Alcázar – in etwa: Burg (von arab. al-qasr, das Haus) und Sirga – Weg, Fußweg; was zusammengesetzt das 'Dorf an der Burg am Weg (nach Santiago)' ergibt.

## Geschichte
Im Jahr 1069 wird Villasirga erstmals als Pilgerstation am Jakobsweg erwähnt. Durch Schenkung geriet das Dorf in den Besitz des Ordens der Tempelritter und verblieb dort bis zur Auflösung des Ordens im Jahr 1312, danach ging es an den Orden der Santiagoritter über. Im Mittelalter ein wichtiger Ort und marianisches Zentrum, existierten hier insgesamt drei Kirchen, spätestens ab dem 18. Jahrhundert begannen Bedeutungsverlust und Schrumpfung des Ortes auf die heutige Größe.
Die reich verzierte Kirche Santa María la Blanca, aus dem 13. Jahrhundert, zeigt den Übergang von der Romanik zur Gotik. Ein Erdbeben zerstörte 1888 das südliche Seitenschiff (reduziert wiederaufgebaut) und verrückte das südliche Portal in seiner Geometrie. 
Im frühen 13. Jahrhundert soll hier eine Marienfigur wundersame Heilungen bewirkt haben, die Alfons X., den Weisen, zu den Mariengesängen „Cantigas de Santa Maria“ anregten, die er entweder initiierte oder an denen er sogar selbst mitarbeitete. Die Marienfigur befindet sich heute in der Santiago-Kapelle aus dem 16. Jahrhundert, in der sich auch drei gotische Sarkophage befinden, einer davon mit den Gebeinen des 1247 gestorbenen Infanten Don Felipe, Bruder von Alfons X. Die Marienfigur lockte nach Bekanntwerden ihrer Wunder zahlreiche Pilger an, dadurch verlegte sich die Streckenführung des Jakobswegs innerhalb kurzer Zeit zu Ungunsten Arconadas.

## Einzelnachweise

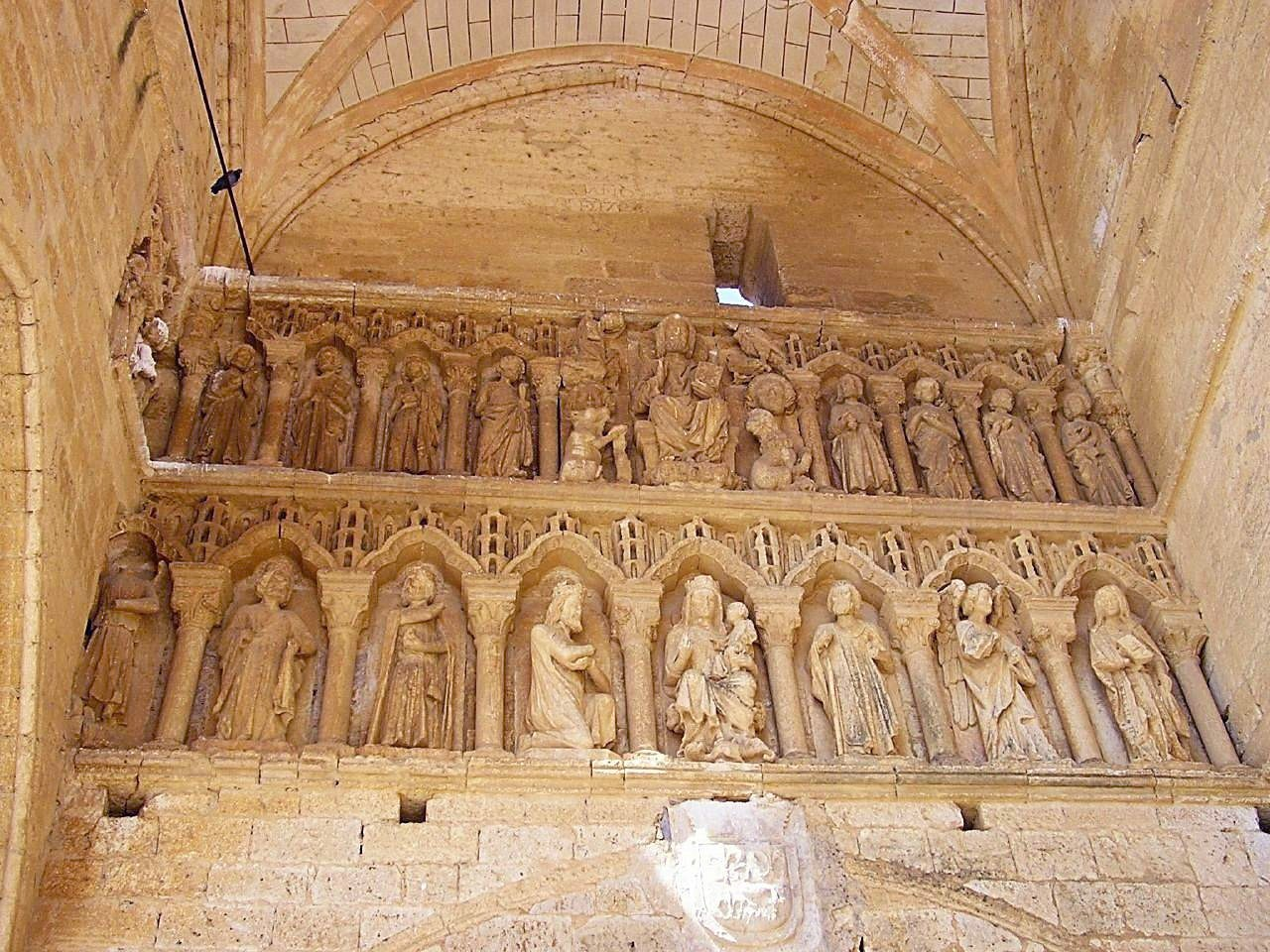
Portal der Kirche Santa Maria, weitere Bilder auf Commons